# Prayungan (Sawoo)
Prayungan is een bestuurslaag in het regentschap Ponorogo van de provincie Oost-Java, Indonesië. Prayungan telt 3628 inwoners (volkstelling 2010).